# Little Rock Challenger 2025
Il Little Rock Challenger 2025 è stato un torneo maschile di tennis professionistico. È stata la 6ª edizione del torneo, facente parte della categoria Challenger 75 nell'ambito dell'ATP Challenger Tour 2025, con un montepremi di 100 000 $. Si è giocato dal 26 maggio al 1° giugno 2025 sui campi in cemento del Rebsamen Tennis Center di Little Rock, negli Stati Uniti.

## Partecipanti

### Teste di serie
| Nazionalità | Giocatore                  | Ranking* | Testa di serie |
| ----------- | -------------------------- | -------- | -------------- |
| Stati Uniti | Mitchell Krueger           | 141      | 1              |
| Canada      | Liam Draxl                 | 148      | 2              |
| Giappone    | Yuta Shimizu               | 192      | 3              |
| Canada      | Alexis Galarneau           | 203      | 4              |
| Argentina   | Santiago Rodríguez Taverna | 209      | 5              |
| Francia     | Antoine Escoffier          | 218      | 6              |
| Tunisia     | Aziz Dougaz                | 222      | 7              |
| Regno Unito | Paul Jubb                  | 238      | 8              |

* Ranking al 19 maggio 2025.

### Altri partecipanti
I seguenti giocatori hanno ricevuto una wild card per il tabellone principale:
- Darwin Blanch
- Alexander Kotzen
- Michael Zheng

Il seguente giocatore è entrato in tabellone con il ranking protetto:
- Il'ja Ivaška

Il seguente giocatore è entrato in tabellone nell'ambito dello Junior Accelerator Programme:
- Rafael Jódar

I seguenti giocatori sono passati dalle qualificazioni:
- Patrick Kypson
- Kenta Miyoshi
- Nicolás Kicker
- Adrià Soriano Barrera
- Daniel Milavsky
- Stefan Kozlov

Il seguente giocatore è entrato in tabellone come lucky loser:
- Chung Hyeon

## Punti e montepremi
| Torneo    | Torneo              | V     | F     | SF    | QF    | 2T    | 1T  | Q | Q2  | Q1  |
| Singolare | Punti               | 75    | 44    | 22    | 12    | 6     | 0   | 4 | 2   | 0   |
| Singolare | Premi in denaro ($) | 9 880 | 5 820 | 3 450 | 2 000 | 1 165 | 720 | – | 360 | 185 |
| Doppio    | Punti               | 75    | 44    | 22    | 12    | –     | 0   | – | –   | –   |
| Doppio    | Premi in denaro ($) | 4 250 | 2 450 | 1 480 | 880   | –     | 500 | – | –   | –   |

## Campioni

### Singolare
Patrick Kypson ha sconfitto in finale  Michael Zheng con il punteggio di 6–1, 1–6, 7–5.

### Doppio
Aziz Dougaz /  Antoine Escoffier hanno sconfitto in finale  Andrés Andrade /  Nicolás Mejía con il punteggio di 6–2, 6–3.